# Nihon Genshiryoku Kenkyū Kaihatsu Kikō

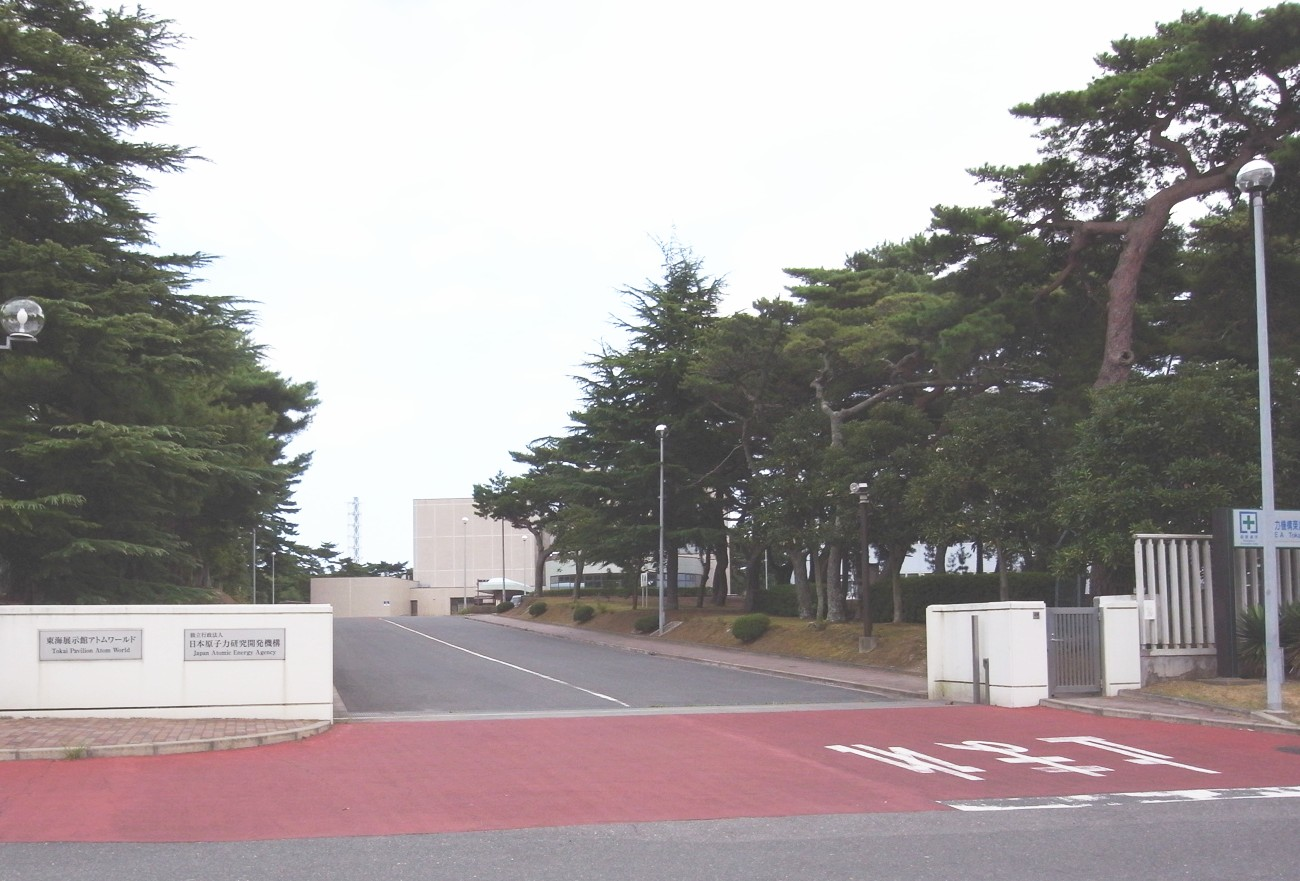
Eingang des Hauptsitzes der Behörde

Die Nihon Genshiryoku Kenkyū Kaihatsu Kikō (jap. 日本原子力研究開発機構, dt. etwa „Japanische Atomenergieforschungs- und -entwicklungsorganisation“, kurz Genshiryoku Kikō (原子力機構); engl. Japan Atomic Energy Agency, „Japanische Atomenergiebehörde“, kurz JAEA) mit Sitz in Tōkai (Ibaraki) ist eine japanische Selbstverwaltungskörperschaft (dokuritsu gyōsei hōjin) unter Aufsicht des Kultus- und Wissenschaftsministeriums und des Wirtschafts- und Industrieministeriums. Sie entstand 2005 durch den Zusammenschluss des Nihon Genshiryoku Kenkyūjo („japanisches Atomkraftforschungsinstitut“, engl. JAERI) und der Kakunenryō Cycle Kaihatsu Kikō („Kernbrennstoffzyklusentwicklungsorganisation“, engl. JNC) und betreibt mehrere Forschungseinrichtungen und Prototypen der Nuklearforschung. Ihren Sitz hat sie im Dorf Tōkai in der ostjapanischen Präfektur Ibaraki, ein zweiter Hauptstandort ist Tsuruga in der Präfektur Fukui, für Verwaltungsaufgaben und den Kontakt zur Zentralregierung und zum Parlament unterhält sie außerdem ein Büro in Chiyoda, Präfektur Tokio.

## Organisation
Rechtliche Grundlage der Selbstverwaltungskörperschaft ist ein eigenes Gesetz, das Nihon Genshiryoku Kenkyū Kaihatsu Kikō-hō (日本原子力研究開発機構法). Zu den darin definierten Aufgaben gehören Grundlagen- und angewandte Forschung für die Nutzung der Kernenergie und den Brennstoffkreislauf sowie die Förderung der Anwendung der gewonnenen Forschungsergebnisse.
Die Leitung der Genshiryoku Kikō hat jeweils für fünfjährige Amtszeiten ein Generaldirektor (rijichō, engl. President), der vom Kultus- und Wissenschaftsminister nach Anhörung der Genshiryoku-anzen-iinkai, der Atomenergiesicherheitskommission des Kabinettsbüros, berufen wird. Zu Vorstand gehören außerdem ein Vizegeneraldirektor (fuku-rijichō, engl. Executive Vice President), der auch die Zweitzentrale in Tsuruga leitet, sieben weitere Direktoren (riji, engl. Exexutive Directors) und zwei Revisoren (kanji, engl. Auditor) an. Amtierender Generaldirektor bis 2015 ist Atsuyuki Suzuki, zuvor unter anderem Professor an der Universität Tokio und Leiter der Atomenergiesicherheitskommission des Kabinettsbüros. Im Fiskaljahr 2008 hatte die Organisation knapp 4.000 Vollzeitmitarbeiter und ein Gesamtbudget von über 210 Milliarden Yen.

## Reaktoren und Forschungsinstitute
Zu den von der Genshiryoku Kikō betriebenen Einrichtungen und Forschungsprogrammen gehören unter anderem die Forschungs- und Prototypreaktoren Monju (Schneller Brüter), Fugen (ATR), Jōyō (SFR), der HTTR in Ōarai, das Fusionsforschungsprogramm JT-60, der Forschungsreaktor JRR-3, der Forschungskomplex J-PARC und in Zusammenarbeit mit dem RIKEN der Teilchenbeschleuniger SPring-8.

## Zwischenfälle
Bei einer Verpuffung am 26. Mai 2013 wurden rund 30 Mitarbeiter kurzfristig einer Strahlung im Forschungslabor Tokaimura ausgesetzt. Die betroffenen Personen wurden zur Kontrolle in ein Krankenhaus verbracht.